# Панчев, Сергей Сергеевич
Сергей Сергеевич Панчев (1900-1961) — советский промышленный деятель, Герой Социалистического Труда (1949). Лауреат Сталинской премии.

## Биография
Сергей Панчев родился 24 августа 1900 года в селе Казаки. С раннего возраста работал на добыче каменного угля. Участвовал в боях Гражданской войны. В 1920 году переехал в Москву, работал на заводе «Серп и Молот». Окончил Московскую горную академию, после чего работал горным инженером, позднее преподавал в Лисичанском горном институте.
С 1932 года работал в системе «Метростроя». Был главным инженером шахты на станции «Красные Ворота», заместителем главного инженера «Метростроя», начальником Управления шахтного строительства. В 1942—1943 годах командировался на тоннельно-скальные работы на линии Сталинск—Тайшет.
В конце 1946 года Панчев был направлен в Германию на должность главного инженера Саксонского горного управления Первого Главного Управления при Совете Министров СССР (впоследствии — Государственное акционерное общество «Висмут» Главного управления советского имущества за границей). Под его руководством было введено большое количество новых месторождений по добыче урана, используемого для создания первой советской атомной бомбы.
Указом Президиума Верховного Совета СССР от 29 октября 1949 года за «исключительные заслуги перед государством при выполнении специального задания» Сергей Панчев был удостоен высокого звания Героя Социалистического Труда с вручением ордена Ленина и медали «Серп и Молот».

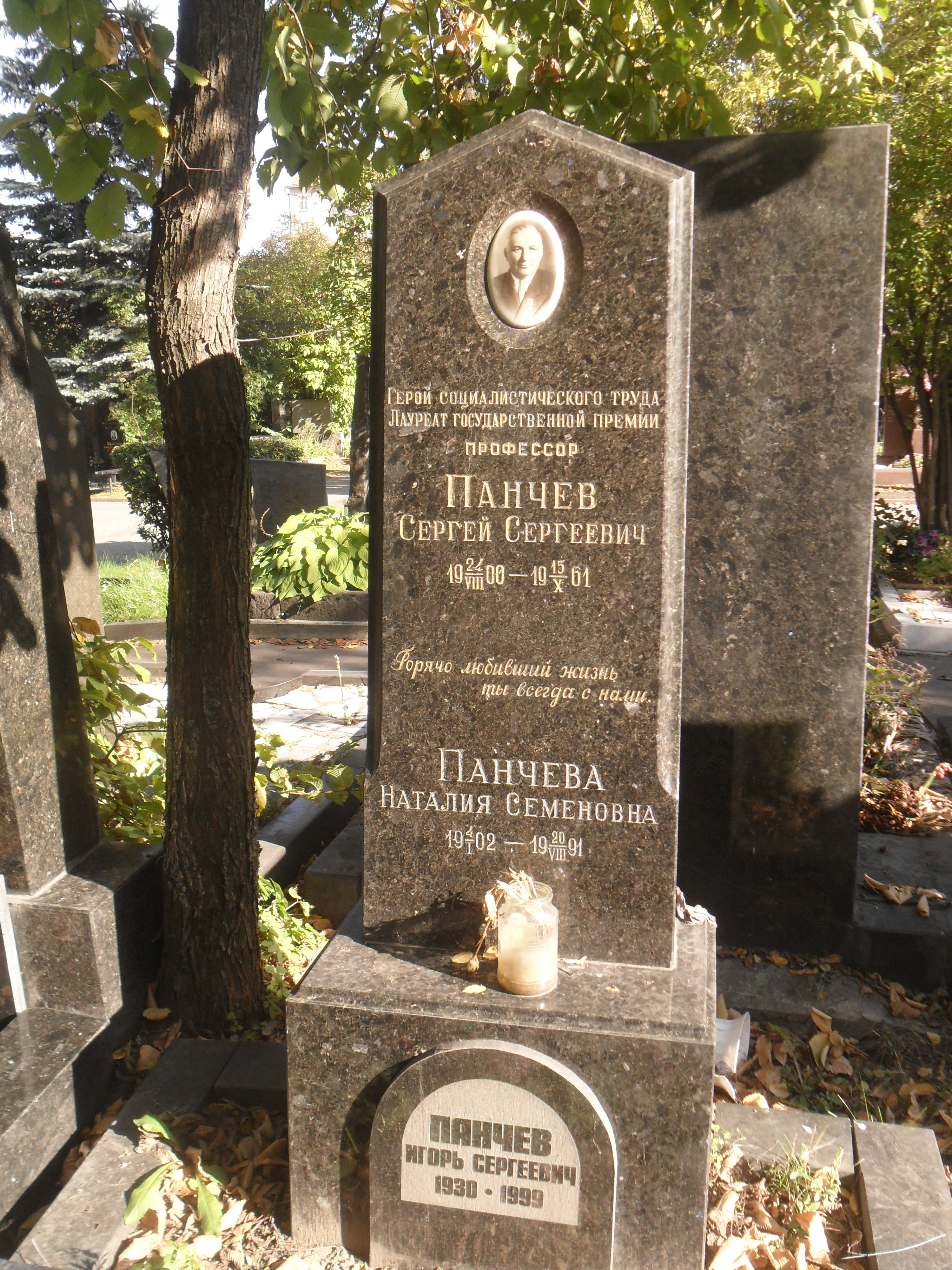
Могила Панчева на Новодевичьем кладбище Москвы.

С 1950 года Панчев работал главным инженером — заместителем начальника 8-го управления Главного управления советского имущества за границей, а в 1951 году ненадолго вернулся на работу в «Метрострой». С 1952 года Панчев работал главным инженером Горного управления п/я 9/44. С 1956 году заведовал кафедрой буровзрывных работ Московского института цветных металлов и золота. Скончался 15 октября 1961 года, похоронен на Новодевичьем кладбище Москвы.
Лауреат Сталинской премии 1950 года. Был также награждён рядом медалей.